# Damaskin (Dipczew)
Damaskin, imię świeckie Dimityr Iwanow Dipczew (ur. 1817 w Panagjuriszte, zm. 1878 w Monasterze Arapowskim k. Stanimaki) – bułgarski biskup prawosławny.

## Życiorys
Pochodził z ubogiej rodziny rzemieślnika. Ukończył szkołę przy Monasterze Rilskim, następnie w szkole greckiej w Melniku, następnie w 1849 ukończył seminarium duchowne Patriarchatu Konstantynopolitańskiego na wyspie Chalki. W Monasterze Rilskim złożył wieczyste śluby mnisze, a wkrótce później został także wyświęcony na hierodiakona i hieromnicha. Od 1854 był nauczycielem w Razłogu, Welesie i Kiustendole. W 1861 został podniesiony do godności archimandryty.
W latach 1862–1872 pracował w zarządzie (konsystorzu) metropolii płowdiwskiej i stał na czele miejscowej bułgarskiej parafii prawosławnej. We wsiach w regionie Płowdiwu organizował bułgarskie szkoły, założył taką placówkę przy Monasterze Arapowskim i przez pewien czas osobiście w niej wykładał. Bronił niezależności Cerkwi od władz tureckich, odprawiał nabożeństwa w języku cerkiewnosłowiańskim (wbrew stanowisku greckiej hierarchii).
19 października 1872 został wybrany i wyświęcony na metropolitę welesko-strumickiego w strukturach powołanego dwa lata wcześniej Egzarchatu Bułgarskiego. Szybko stracił autorytet i wpływ wśród wiernych, gdy nie przeciwstawił się żądaniom władz, by przekazać jedną z cerkwi w Welesie parafii etnicznie greckiej, jak również gdy nie poparł dążeń Bułgarów do usunięcia ze Strumicy hierarchy greckiego. W 1875 wyjechał do Konstantynopola, gdzie zasiadał w Świętym Synodzie Egzarchatu Bułgarskiego. Ostatnie lata życia z powodu choroby spędził w Monasterze Arapowskim, tam też zmarł. 
Autor tekstów literackich, artykułów i przekładów podpisywanych pseudonimem Damaskin Rilec, który przyjął od monasteru, w którym został mnichem. Pisał w językach bułgarskim i greckim. Przekładał również z języka greckiego żywoty świętych, m.in. żywot Jana Rylskiego napisany w 1836 przez Neofita (Bozwelego).